# Elecciones municipales de Coronel Portillo de 1980
Las elecciones municipales de Coronel Portillo de 1980 se llevaron a cabo el 23 de noviembre de 1980 para elegir al alcalde y al Concejo Provincial de Coronel Portillo para el periodo 1981-1983. La elección se celebró simultáneamente con elecciones municipales en todo el país. Fueron las primeras elecciones municipales en la provincia desde 1966, tras 12 años de gobierno militar.

## Sistema electoral
La Municipalidad Provincial de Coronel Portillo es el órgano administrativo y de gobierno de la provincia de Coronel Portillo. Está compuesta por el alcalde y el Concejo Provincial.
La votación del alcalde y el concejo se realiza en base al sufragio universal, que comprende a todos los ciudadanos nacionales mayores de dieciocho años, empadronados y residentes en la provincia de Coronel Portillo y en pleno goce de sus derechos políticos, así como a los ciudadanos no nacionales residentes y empadronados en la provincia de Coronel Portillo.
El Concejo Provincial de Coronel Portillo está compuesto por 19 regidores elegidos por sufragio directo para un período de tres (3) años, en forma conjunta con la elección del alcalde (quien lo preside). La votación es por lista cerrada y bloqueada. Se asigna a cada lista los escaños según el método d'Hondt. Es elegido como alcalde el candidato que ocupe el primer lugar de la lista que haya obtenido la más alta votación.

## Partidos y candidatos
A continuación se muestra una lista de los principales partidos y alianzas electorales que participaron en las elecciones:
| Candidatura | Candidatura | Partidos y alianzas | Candidatos | Candidatos                 | Ideología                                               | Ref. |
| ----------- | ----------- | --- | ---------- | -------------------------- | ------------------------------------------------------- | ---- |
|             | APRA        | Lista - Partido Aprista Peruano (APRA) |            | Sin información disponible | Aprismo                                                 |      |
|             | AP          | Lista - Acción Popular (AP) |            | Sin información disponible | Humanismo Nacionalismo cívico Reformismo                |      |
|             | PPC         | Lista - Partido Popular Cristiano (PPC) |            | Sin información disponible | Conservadurismo social Humanismo Democracia cristiana   |      |
|             | IU          | Lista - Izquierda Unida (IU) – Unión de Izquierda Revolucionaria (UNIR) – Unidad Democrático Popular (UDP) – Partido Socialista Revolucionario (PSR) – Partido Comunista Revolucionario (PCR) – Partido Comunista Peruano (PCP) – Frente Obrero Campesino Estudiantil y Popular (FOCEP) |            | Manuel Vásquez Valera      | Marxismo-leninismo Mariateguismo Socialismo democrático |      |

## Resultados

### Sumario general
|                        |                                 |              |              |              |           |           |
| Partidos y coaliciones | Partidos y coaliciones          | Voto popular | Voto popular | Voto popular | Regidores | Regidores |
| Partidos y coaliciones | Partidos y coaliciones          | Votos        | %            | ±pp          | Total     | +/−       |
|                        | Izquierda Unida (IU)            | 11,375       | 42.98        | n/a          | 8         | n/a       |
|                        | Acción Popular (AP)             | 8,929        | 33.74        | n/a          | 7         | n/a       |
|                        | Partido Aprista Peruano (APRA)  | 5,117        | 19.33        | n/a          | 4         | n/a       |
|                        | Partido Popular Cristiano (PPC) | 1,044        | 3.94         | n/a          | 0         | n/a       |
|                        |                                 |              |              |              |           |           |
| Total                  | Total                           | 26,465       |              |              | 19        | n/a       |
|                        |                                 |              |              |              |           |           |
| Votos válidos          | Votos válidos                   | 26,465       | 83.82        | n/a          |           |           |
| Votos en blanco        | Votos en blanco                 | 1,620        | 5.13         | n/a          |           |           |
| Votos nulos            | Votos nulos                     | 3,487        | 11.04        | n/a          |           |           |
| Votos emitidos         | Votos emitidos                  | 31,572       | 65.89        | n/a          |           |           |
| Abstenciones           | Abstenciones                    | 16,341       | 34.11        | n/a          |           |           |
| Votantes registrados   | Votantes registrados            | 47,913       |              |              |           |           |
|                        |                                 |              |              |              |           |           |
| Fuente:                |                                 |              |              |              |           |           |

## Elecciones municipales distritales

### Resultados por distrito
La siguiente tabla enumera el control de los distritos de la provincia de Coronel Portillo.
| Distrito    | Alcalde(sa) electo(a)                          | Partido político                               | Partido político                               |
| ----------- | ---------------------------------------------- | ---------------------------------------------- | ---------------------------------------------- |
| Iparía      | Sin información disponible                     |                                                | Partido Aprista Peruano                        |
| Masisea     | Sin información disponible                     |                                                | Partido Aprista Peruano                        |
| Padre Abad  | Sin información disponible                     |                                                | Partido Aprista Peruano                        |
| Purús       | Elecciones municipales complementarias de 1981 | Elecciones municipales complementarias de 1981 | Elecciones municipales complementarias de 1981 |
| Raimondi    | Sin información disponible                     |                                                | Acción Popular                                 |
| Tahuanía    | Sin información disponible                     |                                                | Acción Popular                                 |
| Yarinacocha | Marden López Torres                            |                                                | Izquierda Unida                                |
| Yuruá       | Sin información disponible                     | Sin información disponible                     | Sin información disponible                     |